# Teddy Swims
Jaten Collin Dimsdale, även känd pseudonymt som Teddy Swims, född 25 september 1992 i Conyers i Georgia, är en amerikansk singer-songwriter, vars musikgenre är en blandning mellan R&B, soul, country och pop. Han har tidigare gjort sig känd för att lägga upp olika coverlåtar på YouTube, som lockade en del fans, mellan åren 2019 och 2020. Han släppte dessutom sin tredje EP Tough Love i januari 2022, vilken gav honom en placering på musiklistan Billboard 200.
Teddy Swims blev känd 2023 med låten "Lose Control", som hamnade på topp-tiolistorna i flera länder, samt toppade listorna på Billboard Hot 100 2024. Singeln föregicks av hans debutstudioalbum I've Tried Everything but Therapy (Part 1), som placerade sig som topp-tio i både Australien och Nederländerna. År 2024 blev Swims utnämnd till "Push Artist of February" av TV-kanalen MTV.
Den 31 augusti 2024 syntes Teddy Swims i en kort sekvens av premiäravsnittet av det svenska TV-programmet Idols tjugonde säsong, där man ser honom sitta och prata med jurymedlemmen Katia Mosally. Anledningen var att Mosally skulle visa Swims en inspelad video från sin mobiltelefon, där man ser en av säsongens deltagare, den tjugotreårige Lukas Söderholm från Norrtälje, framföra Swims låt "Lose Control". Swims tyckte att det lät väldigt bra.